# Bitwa pod Barbourville
Bitwa pod Barbourville – jedno z pierwszych starć wojny secesyjnej, które miało miejsce 19 września 1861 roku w okolicach Barbourville w stanie Kentucky, stanowiące element kampanii nazywanej jako "konfederacka ofensywa w Kentucky". Zwycięstwo konfederatów zmusiło dowódców Unii do przegrupowania sił w celu odparcia ofensywy, co nastąpiło w październiku podczas bitwy pod Camp Wildcat.

## Ruchy wojsk przed bitwą
Generał brygady Felix Zollicoffer, dowodzący wojskami Konfederacji, wyruszył ze swoimi wojskami z Tennessee chcąc przedostać się poprzez przełęcz Cumberland do centralnego Kentucky, w celu zdobycia kontroli nad ważnym strategicznie granicznym stanem. Po 10 dniach od opuszczenia obozu w Tennessee przez 5400 żołnierzy Zollicoffera, zajęli oni wspomnianą przełęcz wraz z leżącym nieopodal Fortem Cumberland (okolice dzisiejszego Pineville). Ich celem było przeciwstawienie się działaniom wojsk Unii w tym regionie. Głównym zagrożeniem dla Konfederatów był Camp Andrew Johnson nieopodal Barbourville, gdzie dowódcy federalni szkolili rekrutów. Z tego powodu, Zollicoffer był zdeterminowany by zająć obóz, a ponadto chciał odwrócić uwagę unionistów od armii konfederackiego generała Alberta Sidneya Johnstona.

## Przebieg bitwy
W gęstej porannej mgle Zollicoffer zdecydował się posłać przodem straż przednią liczącą 800 ludzi pod dowództwem pułkownika Joela A. Battle. Obóz okazał się być opustoszały, jako że rekruci zostali przerzuceni do leżącego nieopodal Camp Dick Robinson, gdzie znajdowało się kilka tysięcy żołnierzy Unii. W okolicy opustoszałego obozu Battle napotkał jedynie grupę 300 żołnierzy Gwardii Narodowej pod dowództwem kapitana Isaaca J. Blacka, którzy starali się naprędce usunąć deski z mostu, aby uniemożliwić przejście na drugą stronę rzeki wojskom Konfederacji. Jednakże ich działania zostały powstrzymane przez nadejście Battle'a, który zmusił unionistów do odwrotu. Black utracił jednego zabitego, jednego rannego i trzynastu pojmanych, lecz jego żołnierze zdołali zabić siedmiu konfederatów. Po starciu Battle zajął porzucony obóz, zniszczył wszystkie zabudowania i przejął broń pozostawioną przez wycofujących się rekrutów.